# Andowiak górski
Andowiak górski (Thomasomys oreas) – gatunek ssaka z podrodziny bawełniaków (Sigmodontinae) w obrębie rodziny chomikowatych (Cricetidae).

## Zasięg występowania
Andowiak górski występuje w Andach od północnego Peru, na południe od rzeki Marañón, do środkowej Boliwii.

## Taksonomia
Gatunek po raz pierwszy zgodnie z zasadami nazewnictwa binominalnego opisał w 1926 roku amerykański i paleontolog Harold Elmer Anthony nadając mu nazwę Thomasomys oreas. Holotyp pochodził z. 
Znaczna zmienność geograficzna i wewnątrzgatunkowa sugeruje, że T. oreas to grupa gatunkowa składająca się z co najmniej trzech gatunków, ale wymagane są dodatkowe badania taksonomiczne. Autorzy Illustrated Checklist of the Mammals of the World uznają ten takson za gatunek monotypowy.

### Etymologia
- Thomasomys: Oldfield Thomas (1858–1929), brytyjski zoolog, teriolog; gr. μυς mus, μυος muos „mysz”[7].
- oreas: łac. oreas, oreadis „nimfa górska, oreada”, od ορειας oreias, ορειαδος oreiados „oreada, nimfa górska”, od gr. ορος oros, ορεος oreos „góra”[8].

## Morfologia
Długość ciała (bez ogona) 90–108 mm, długość ogona 136 mm, długość ucha 18,7 mm, długość tylnej stopy 23–25 mm; brak danych dotyczących masy ciała. 

## Ekologia
Gatunek ten żyje w górskich lasach na wysokościach 2000–3600 m n.p.m. Zwierzę nocne i naziemne. Być może jest także nadrzewne.

## Populacja
Gatunek słabo rozpowszechniony.

## Zagrożenia
Główne zagrożenia to wylesianie, fragmentacja siedliska, i rolnictwo.